# فهرست پست‌های اینستاگرام با بیشترین لایک
این لیست شامل ۲۰ پست برتر با بیشترین لایک در سرویس شبکه‌های اجتماعی اشتراک گذاری عکس و فیلم اینستاگرام است. عکسی از مسی(بهترین فوتبالیست تاریخ) که کاپ جام جهانی را به دست دارد که از ۱۸ دسامبر ۲۰۲۲ بیش از ۷۵ میلیون لایک داشته است. این پست همچنین محبوب‌ترین پست اینترنتی همه زمان‌ها در هر وب سایت است. گزینه لایک در برخی از کشورها از جمله کانادا و استرالیا به صورت آزمایشی حذف شده است تا اثرات منفی «رقابت» در این شبکه اجتماعی را کاهش دهد.

## رکورد فعلی
عکسی از مسی که کاپ جام جهانی را به دست دارد که از ۲۰ دسامبر ۲۰۲۲ بیش از ۷۵ میلیون لایک داشته است. در لیست ۲۰ پست اول با بیشترین لایک، لیونل مسی و کریستیانو رونالدو هر کدام با ۷ پست رکورد دار هستند.

## ۲۰ پست برتر
| رتبه | نام کاربری              | نام صاحب حساب                                 | توضیحات تصویر                    | تصویر | تعداد لایک (میلیون) | تاریخ انتشار   |
| ---- | ----------------------- | --------------------------------------------- | -------------------------------- | ----- | ------------------- | -------------- |
| ۱    | @leomessi               | لیونل مسی                                     | جام قهرمانی                      |       | ۷۵/۵                | ۲۰ دسامبر۲۰۲۲  |
| ۲    | @world_record_egg       | کریس گودفری                                   | تصویر یک تخم مرغ                 |       | ۶۰/۲                | ۴ ژانویه ۲۰۱۹  |
| ۳    | @leomessi               | لیونل مسی                                     | جام قهرمانی در تخت خوابش         |       | ۵۴/۵                | ۲۱ دسامبر۲۰۲۲  |
| ۴    | @cristiano              | کریستیانو رونالدو                             | مسی مقابل رونالدو پشت میز شطرنج  |       | ۴۲/۵                | ۱۹ نوامبر ۲۰۲۲ |
| ۵    | @leomessi               | لیونل مسی                                     | عکس با جام در هواپیما            |       | ۴۱/۸                | ۲۲ دسامبر۲۰۲۲  |
| ۶    | @leomessi               | لیونل مسی                                     | شادی پس از قهرمانی در ج ج ۲۰۲۲   |       | ۳۴/۳                | ۲۲ دسامبر ۲۰۲۲ |
| ۷    | @jiangzhibin24          | لیز                                           | کلیپ غروب آفتاب                  |       | ۳۴/۳                | ۳۰ دسامبر ۲۰۲۲ |
| ۸    | @cristiano @alnassr     | کریستیانو رونالدو باشگاه فوتبال النصر عربستان | معارفه در باشگاه النصر عربستان   |       | ۳۴/۳                | ۳ ژانویه ۲۰۲۳  |
| ۹    | @cristiano              | کریستیانو رونالدو                             | عکس آخرین بازی پرتغال ج ج ۲۰۲۲   |       | ۳۴                  | ۱۱دسامبر۲۰۲۲   |
| ۱۰   | @leomessi               | لیونل مسی                                     | مسی مقابل رونالدو پشت میز شطرنج  |       | ۳۲/۷                | ۱۹ نوامبر ۲۰۲۲ |
| ۱۱   | @xxxtentacion           | ایکس‌ایکس‌ایکس تنتاسیون                         | آخرین پست ارسال شده قبل از مرگش  |       | ۳۲/۶                | ۲۰ مه ۲۰۱۸     |
| ۱۲   | @cristiano @georginagio | کریستیانو رونالدو و جورجینا رودریگز           | پست اعلام بارداری شریک زندگی‌اش   |       | ۳۲/۳                | ۲۸ اکتبر ۲۰۲۱  |
| ۱۳   | @cristiano              | کریستیانو رونالدو                             | پست یادبود درگذشت پله            |       | ۳۲/۲                | ۲۹ دسامبر ۲۰۲۲ |
| ۱۴   | @leomessi               | لیونل مسی                                     | پیروزی برابر تیم ملی کرواسی ۲۰۲۲ |       | ۲۹/۶                | ۱۴دسامبر۲۰۲۲   |
| ۱۵   | @cristiano              | کریستیانو رونالدو                             | معارفه در باشگاه النصر عربستان   |       | ۲۷/۷                | ۳ ژانویه ۲۰۲۳  |
| ۱۶   | @cristiano              | کریستیانو رونالدو                             | بازی دوستانه با پاری سن-ژرمن     |       | ۲۷/۷                | ۲۰ ژانویه ۲۰۲۳ |
| ۱۷   | @zendaya                | زندایا                                        | تبریک تولد تام هالند             |       | ۲۶/۳                | ۱ ژوئن ۲۰۲۲    |
| ۱۸   | @leomessi               | لیونل مسی                                     | پست یادبود درگذشت پله            |       | ۲۵/۹                | ۲۹ دسامبر ۲۰۲۲ |
| ۱۹   | @selenagomez            | سلنا گومز                                     | سلفی                             |       | ۲۵/۸                | ۱۴ مارس ۲۰۲۳   |
| ۲۰   | @tomholland2013         | تام هالند                                     | میم معروف مرد عنکبوتی            |       | ۲۵/۱                | ۲۳ فوریه ۲۰۲۲  |

## پست‌های تاریخی که بیشترین لایک را داشتند
جدول زیر یازده پست آخری را که زمانی پرپسندترین پست در اینستاگرام بودند، با تعداد لایک‌هایی که در زمان رسیدن به رتبه اول بودند، فهرست می‌کند.
| نام حساب کاربری     | مالک          | توضیحات پست                                                        | پست | لایک‌ها (میلیون‌ها) | تاریخ انتشار   |
| ------------------- | ------------- | ------------------------------------------------------------------ | --- | ----------------- | -------------- |
| @leomessi           | لیونل مسی     | عکس‌هایی با تیم ملی فوتبال آرژانتین بعد از برنده شدن جام جهانی 2022 |     | ۷۵٫۴              | ۱۸ دسامبر ۲۰۲۲ |
| @world_record_egg   | کریس گادفری   | عکس یک تخم مرغ                                                     |     | ۶۰٫۱              | ۴ ژانویه ۲۰۱۹  |
| @kyliejenner        | کایلی جینر    | اولین عکس از دخترش                                                 |     | ۱۷٫۹              | ۶ فوریه ۲۰۱۸   |
| @beyonce            | بیانسه        | اعلام بارداری                                                      |     | ۱۰٫۷              | ۱ فوریه ۲۰۱۷   |
| @selenagomez        | سلنا گومز     | تبلیغات کوکاکولا                                                   |     | ۶٫۷               | ۲۵ ژوئن ۲۰۱۶   |
| @justinbieber       | جاستین بیبر   | بوسه با سلنا گومز                                                  |     | ۳٫۹               | ۱۹ مارس ۲۰۱۶   |
| @kendalljenner      | کندال جنر     | مدل مو به شکل قلب                                                  |     | ۳٫۴               | ۲۵ مه ۲۰۱۵     |
| @kimkardashian      | کیم کارداشیان | بوسه عروسی با کانی وست                                             |     | ۲٫۲               | ۲۷ مه ۲۰۱۴     |
| @justinbieber       | جاستین بیبر   | بغل کردن سلنا گومز                                                 |     | ۲٫۱               | ۴ ژانویه ۲۰۱۴  |
| @justinbieber       | جاستین بیبر   | پست با ویل اسمیت                                                   |     | ۱٫۳               | ۱۵ اوت ۲۰۱۳    |
| @justinbieber       | جاستین بیبر   | پست با خواهر و برادرانش                                            |     | ۰٫۲               | ۲۹ دسامبر ۲۰۱۱ |
| تا تاریخ ۲۴ مه ۲۰۲۵ |               |                                                                    |     |                   |                |